# Batalha de Sayler's Creek
A Batalha de Sayler's Creek (também conhecida como Sailor's Creek, Fazenda Hillsman, ou Fazenda Lockett) ocorreu em 6 de abril de 1865, a sudoeste de Petersburg, Virginia, como parte da Campanha de Appomattox, nos últimos dias da Guerra Civil dos Estados Unidos da América.

## Contexto
Uma revisão da Campanha Appomattox antes da Batalha de Sailor's Creek mostra as circunstâncias cada vez mais desesperadas das forças confederadas levando à batalha. O Exército da União do Tenente-General Ulysses S. Grant (Exército do Potomac, Exército do James, Exército do Shenandoah) quebrou as defesas do Exército dos Estados Confederados de Petersburgo, Virgínia, na Batalha de Cinco Forks em 1º de abril e na Terceira Batalha de Petersburgo em 2 de abril. Uma divisão da União sob o comando do general de brigada Nelson A. Miles também rompeu a última defesa da South Side Railroad na tarde de 2 de abril, cortando aquela ferrovia como linha de abastecimento ou rota de retirada para os confederados. O Exército da Virgínia do Norte do general Robert E. Lee evacuou Petersburgo, Virgínia e a capital confederada de Richmond, Virgínia, na noite de 2 a 3 de abril e iniciou uma retirada na esperança de se unir ao exército do general Joseph E. Johnston, confrontando o grupo do exército da União comandado pelo Major General William T. Sherman na Carolina do Norte.

## Batalha
Foi o último grande combate entre o Exército Confederado da Virgínia do Norte, comandado pelo general Robert E. Lee e o Exército do Potomac, sob a direção geral do general-em-chefe da União, tenente-general Ulysses S. Grant. Depois de abandonar Petersburgo, os confederados exaustos e famintos seguiram para o oeste, esperando reabastecer em Danville ou Lynchburg, antes de se juntarem ao general Joseph E. Johnston na Carolina do Norte. Mas o mais forte exército da União acompanhou-os, explorando o terreno acidentado cheio de riachos e penhascos altos, onde os longos comboios de carroças dos confederados eram altamente vulneráveis. As duas pequenas pontes sobre Sailor's Creek e Little Sailor's Creek causaram um gargalo que atrasou ainda mais a tentativa dos confederados de escapar. Depois de alguns combates corpo a corpo desesperados, cerca de um quarto dos soldados efetivos restantes da força confederada foram perdidos, incluindo vários generais.

## Resultado
Quando uma grande parte do Exército Confederado não se reportou à Estação de Rice e Lee começou a receber relatos da derrota que se desenrolava em Sailor's Creek, ele retornou acima do campo de batalha com a divisão de Mahone.

Ao ver os sobreviventes correndo pela estrada, Lee exclamou na frente do major-general William Mahone: 
Meu Deus, o exército se dissolveu?

E o general Mahone respondeu:
"Não, General, aqui estão os soldados prontos para fazer o seu dever."
Tocado pelo fiel dever de seus homens, Mahone Lee disse:
"Sim, ainda restam alguns homens de verdade... Por favor, mantenha essas pessoas afastadas?"
A divisão de Mahone permaneceu na margem oposta cobrindo a fuga dos fugitivos, mas não se envolveu em mais combate. 
Capitão Tom Custer, irmão do Brigadeiro General George Armstrong Custer, recebeu uma segunda Medalha de Honra em quatro dias por suas ações nesta batalha. Isso seguiu sua primeira medalha por ações na Batalha da Igreja Namozine em 3 de abril de 1865.
O general Philip Sheridan declarou que a batalha havia sido tão ofuscada pela rendição de Lee três dias depois que nunca recebeu a proeminência que merecia.

## Nome da Batalha
O National Park Service e da Commonwealth of Virginia ambos utilizam o mais recente nome "Sailor's Creek", para esta batalha, mas o nome histórico foi "SAYLER's", presumivelmente para um local proprietário. Muitos historiadores proeminentes da Guerra Civil (James M. McPherson, Shelby Foote, Bruce Catton, Douglas Southall Freeman, etc.), utilizam a ortografia histórica. Publicado no início dos anos de 1900, a Nova Enciclopédia Internacional apela a batalha "Sailor's Creek".
O Sayler's Creek Battlefield foi designado um marco histórico nacional em 1985.